# 26. ceremonia wręczenia nagród Gildii Aktorów Ekranowych
26. ceremonia wręczenia nagród Gildii Aktorów Ekranowych za rok 2019, odbyła się 19 stycznia 2020 roku tradycyjnie w Shrine Exposition Center w Los Angeles.
Galę wręczenia nagród transmitowała stacja TNT. Nagrody zostały przyznane za wybitne osiągnięcia w sztuce aktorskiej w minionym roku. Wyboru dokonuje blisko 165. tysięcy członków Gildii Aktorów Ekranowych.
Nominacje do nagród ogłoszone zostały 11 grudnia 2019, a prezentacji dokonały America Ferrera i Danai Gurira przy udziale wiceprezydenta SAG-AFTRA Gabrielle Carteris. Nominacje zaprezentowano podczas konferencji w Pacific Design Center’s SilverScreen Theater w West Hollywood.
Nagrodę za osiągnięcia życia otrzymał Robert De Niro.

## Laureaci i nominowani

### Produkcje kinowe

#### Wybitny występ aktora w roli pierwszoplanowej
- Joaquin Phoenix – Joker jako Arthur Fleck / Joker
  - Christian Bale – Ford v Ferrari jako Ken Miles
  - Leonardo DiCaprio – Pewnego razu... w Hollywood jako Rick Dalton
  - Adam Driver – Historia małżeńska jako Charlie Barber
  - Taron Egerton – Rocketman jako Elton John

#### Wybitny występ aktorki w roli pierwszoplanowej
- Renée Zellweger – Judy jako Judy Garland
  - Cynthia Erivo – Harriet jako Harriet Tubman
  - Scarlett Johansson – Historia małżeńska jako Nicole Barber
  - Lupita Nyong’o – To my jako Adelaide Wilson / Red
  - Charlize Theron – Gorący temat jako Megyn Kelly

#### Wybitny występ aktora w roli drugoplanowej
- Brad Pitt – Pewnego razu... w Hollywood jako Cliff Booth
  - Jamie Foxx – Tylko sprawiedliwość jako Walter McMillian
  - Tom Hanks – Cóż za piękny dzień jako Fred Rogers
  - Al Pacino – Irlandczyk jako Jimmy Hoffa
  - Joe Pesci – Irlandczyk jako Russell Bufalino

#### Wybitny występ aktorki w roli drugoplanowej
- Laura Dern – Historia małżeńska jako Nora Fanshaw
  - Scarlett Johansson – Jojo Rabbit jako Rosie Betzler
  - Nicole Kidman – Gorący temat jako Gretchen Carlson
  - Jennifer Lopez – Ślicznotki  jako Ramona Vega
  - Margot Robbie – Gorący temat jako Kayla Pospisil

#### Wybitny występ zespołu aktorskiego w filmie kinowym
- Parasite
  - Gorący temat
  - Irlandczyk
  - Jojo Rabbit
  - Pewnego razu... w Hollywood

#### Wybitny występ zespołu kaskaderskiego w filmie kinowym
- Avengers: Koniec gry
  - Ford v Ferrari
  - Irlandczyk
  - Joker
  - Pewnego razu... w Hollywood

### Produkcje telewizyjne

#### Wybitny występ aktora w miniserialu lub filmie telewizyjnym
- Sam Rockwell – Fosse/Verdon jako Bob Fosse
  - Mahershala Ali – Detektyw jako Wayne Hays
  - Russell Crowe – Na cały głos jako Roger Ailes
  - Jared Harris – Czarnobyl jako Valery Legasov
  - Jharrel Jerome – Jak nas widzą jako Korey Wise

#### Wybitny występ aktorki w miniserialu lub filmie telewizyjnym
- Michelle Williams – Fosse/Verdon jako Gwen Verdon
  - Patricia Arquette – The Act jako Dee Dee Blanchard
  - Toni Collette – Niewiarygodne jako det. Grace Rasmussen
  - Joey King – The Act jako Gypsy Rose Blanchard
  - Emily Watson – Czarnobyl jako Ulana Khomyuk

#### Wybitny występ aktora w serialu dramatycznym
- Peter Dinklage – Gra o tron jako Tyrion Lannister
  - Sterling K. Brown – Tacy jesteśmy jako Randall Pearson
  - Steve Carell – The Morning Show jako Mitch Kessler
  - Billy Crudup – The Morning Show jako Corey Ellison
  - David Harbour – Stranger Things jako Jim Hopper

#### Wybitny występ aktorki w serialu dramatycznym
- Jennifer Aniston – The Morning Show jako Alex Levy
  - Helena Bonham Carter – The Crown jako Małgorzata Windsor
  - Olivia Colman – The Crown jako Elżbieta II
  - Jodie Comer – Obsesja Eve jako Villanelle
  - Elisabeth Moss – Opowieść podręcznej jako Offred / June

#### Wybitny występ aktora w serialu komediowym
- Tony Shalhoub – Wspaniała pani Maisel jako Abe Weissman
  - Alan Arkin – The Kominsky Method jako Norman Newlander
  - Michael Douglas – The Kominsky Method jako Sandy Kominsky
  - Bill Hader – Barry jako Barry Berkman / Barry Block
  - Andrew Scott – Fleabag jako The Priest

#### Wybitny występ aktorki w serialu komediowym
- Phoebe Waller-Bridge – Fleabag jako Fleabag
  - Christina Applegate – Już nie żyjesz jako Jen Harding
  - Alex Borstein – Wspaniała pani Maisel jako Susie Myerson
  - Rachel Brosnahan – Wspaniała pani Maisel jako Miriam "Midge" Maisel
  - Catherine O’Hara – Schitt’s Creek jako Moira Rose

#### Wybitny występ zespołu aktorskiego w serialu dramatycznym
- The Crown
  - Wielkie kłamstewka
  - Gra o tron
  - Opowieść podręcznej
  - Stranger Things

#### Wybitny występ zespołu aktorskiego w serialu komediowym
- Wspaniała pani Maisel
  - Barry
  - Fleabag
  - The Kominsky Method
  - Schitt’s Creek

#### Wybitny występ zespołu kaskaderskiego w serialu telewizyjnym
- Gra o tron
  - GLOW
  - Stranger Things
  - Żywe trupy
  - Watchmen

### Nagroda za osiągnięcia życia
- Robert De Niro